# 平回志
平回志为一部记载中国清朝末年清政权镇压西北回族穆斯林叛乱的史料汇编，以及清政府派遣湘军镇压起义回民的一部笔记。作者为湖南衡山人杨毓秀，光绪十四年（1888年），次年由剑南王氏刊行。全书共分8卷，以编年体例。本书作者杨毓秀，为左宗棠在湖南时的幕僚，且为左宗棠的仰慕者。